# Scolopsis ghanam
Scolopsis ghanam är en fiskart som först beskrevs av Forsskål 1775.  Scolopsis ghanam ingår i släktet Scolopsis och familjen Nemipteridae. Inga underarter finns listade i Catalogue of Life.
Scolopsis ghanam blir vanligen 25 cm lång och enstaka exemplar kan vara 30 cm långa. Den har en olivgrön till brun ovansida och en silvervit undersida. På övre delen av huvudet och bålen förekommer två eller tre längsgående mörka strimmor och nedanför strimmorna syns flera svarta punkter. Den långa ryggfenan har 10 fenstrålar. Huvudet kännetecknas av stora framåt riktade ögon.
Arten förekommer i Indiska oceanen och i angränsande bihav vid kusterna av östra Afrika, Madagaskar, Arabiska halvön och västra Asien. Utbredningsområdet sträcker sig från södra Moçambique till nordvästra Indien. Scolopsis ghanam vistas gärna vid korallrev eller intill andra klippor. Den besöker även områden med sandig botten och sjögräs.
Individerna blir könsmogna vid en längd av 15 cm. Mellan Afrikas fastland och Madagaskar sker äggläggningen från september till januari. Scolopsis ghanam bildar ofta mindre stim med andra fiskar. Den äter kräftdjur, andra ryggradslösa djur och små fiskar. Arten når sällan djupare än 20 meter under havsytan.
Anmärkningsvärd fiske på arten förekommer endast i Kenya. Några exemplar dödas som bifångst under kräftdjursfiske. De största populationerna hittas i Röda havet, i Persiska viken samt mellan Moçambique och Madagaskar. IUCN listar Scolopsis ghanam som livskraftig (LC).